# 스페인군

스페인의 군사 상징

스페인군(스페인어: Fuerzas Armadas Españolas)는 스페인의 군사체로서 통솔권은 왕실의 수장인 국왕에 있다. 병역은 프랑코 군사독재가 붕괴됨과 동시에 징병제를 폐지하여 현재 모병제이며 육군, 해군, 공군으로 구성되며 왕실 수비대와 해병대, 스페인 공수부대 등으로 구성된다.
스페인군은 스페인 전체의 통합과 주권을 지키기 위해 결성돼 있으며 북대서양조약기구, 유럽 연합 내 군사 기구에서 적극적인 활동을 펴고 있다.
현재 스페인군의 참모총장은 호세 훌리오 로드리게스 페르난데스이다.

## 역사
스페인군의 주전투는 지금의 영토를 유지하기까지 이뤄졌던 근대의 전투와 해상 전투를 일컫는 것으로 사실 지금의 영토와는 상당히 다른 유럽 대륙의 형세에서 스페인 군의 영향력과 그 활동범위는 지리적 한계를 초월했다.